# Јесен (Елстер)
Јесен (њем. Jessen) град је у њемачкој савезној држави Саксонија-Анхалт. Једно је од 39 општинских средишта округа Витенберг. Према процјени из 2010. у граду је живјело 14.562 становника. Посједује регионалну шифру (AGS) 15091145.

## Географски и демографски подаци
Јесен се налази у савезној држави Саксонија-Анхалт у округу Витенберг. Град се налази на надморској висини од 72 метра. Површина општине износи 326,0 km². У самом граду је, према процјени из 2010. године, живјело 14.562 становника. Просјечна густина становништва износи 45 становника/km².